# فاركلاني
فاركلاني (بالإنجليزية: Varakļāni)‏ هي منطقة سكنية تقع في لاتفيا في Madona District.[بحاجة لمصدر] يقدر عدد سكانها بـ 2,199 نسمة ومساحتها 5.331 كم2 .